# Sola col suo rimorso
Sola col suo rimorso (Harriet Craig) è un film statunitense del 1950 diretto da Vincent Sherman.

## Trama
Harriet è una donna realizzata grazie al matrimonio ma controlla ogni particolare della gestione della casa e anche della vita del marito. Nella sua grande casa dove tutto deve essere sempre in ordine come lei pretende vivono anche Clare, la cugina di Harriet rimasta orfana e povera, che le fa da segretaria, la cuoca Lottie e la governante, signora Harold.
È disposta a tutto per controllare la vita del marito, senza che lui se ne renda conto allontana i suoi amici e invita solo coppie più anziane che non rappresentano un pericolo per la sua vita. Quando si rende conto che Wes, collega di Walter, è interessato a Clare che lo ricambia, spiega alla ragazza che l'uomo ha solo voglia di divertirsi con lei e non pensa affatto al matrimonio. Per evitare che Walter, in virtù delle sue capacità e competenze lavorative, venga inviato in trasferta in Giappone per alcuni mesi, si presenta dal suo titolare Henry Fenwick raccontandogli che in passato Walter aveva avuto problemi con l'alcol e che solo grazie a lei è diventato sobrio. Infine tratta male sia la cuoca che la governante incapaci di fare quello che lei vuole tanto che la prima per una banale distrazione viene licenziata e la seconda, stanca di subire angherie e soprusi si licenzia.
Una sera tutte queste bugie vengono a galla, Harriet prima nega poi ammette tutto e racconta che l'ha fatto solo per non rivivere nella miseria e nella povertà: quando era bambina aveva scoperto il padre con un'altra donna; l'uomo si era allontanato lasciando lei e la madre nella miseria. A causa di questo trauma la donna non ha mai creduto nell'amore.
Walter decide di andarsene e uscendo ammette che non potrà dimenticarla ma che sicuramente non tornerà mai da lei. Harriet, che anche di fronte alla vicina curiosa non ammette la verità, rimane quindi sola nella grande casa.

## Produzione
È la terza versione cinematografica della storia scritta da George Kelly: la prima è la pellicola muta La fortuna dei mariti realizzata nel 1928 da William C. de Mille (fratello del ben più famoso Cecil B. de Mille) con Irene Rich; mentre la seconda è stata La moglie di Craig con Rosalind Russell diretta nel 1936 da Dorothy Arzner.
È anche la seconda delle tre pellicole che vedono la collaborazione tra attrice protagonista e regista, insieme hanno anche realizzato: I dannati non piangono (The Damned Don't Cry) nel 1950 e Festa di laurea (Goodbye, My Fancy) nel 1951.